# Rautjärvi (sjö i Mäntyharju, Södra Savolax)
Rautjärvi är en sjö i kommunen Mäntyharju i landskapet Södra Savolax i Finland. Sjön ligger 82,4 meter över havet. Arean är 1,14 kvadratkilometer och strandlinjen är 9,29 kilometer lång. Sjön  ingår i Kymmene älvs huvudavrinningsområde.   Den ligger omkring 54 kilometer sydväst om S:t Michel och omkring 150 kilometer nordöst om Helsingfors. 
I sjön finns öarna Pokinluoto och Kuuluisasaari. 